# Aristolochia melanoglossa
Aristolochia melanoglossa là một loài thực vật có hoa trong họ Aristolochiaceae. Loài này được Speg. mô tả khoa học đầu tiên năm 1898.